# Bustul lui Alexandru Papiu Ilarian din Târgu Mureș
Bustul lui Alexandru Papiu Ilarian din Târgu Mureș este un monument istoric aflat pe teritoriul municipiului Târgu Mureș.